# Омон ан Алат
Омон ан Алат (фр. Aumont-en-Halatte) насеље је и општина у североисточној Француској у региону Пикардија, у департману Оаза која припада префектури Санлис.
По подацима из 2011. године у општини је живело 536 становника, а густина насељености је износила 78,48 становника/km². Општина се простире на површини од 6,83 km². Налази се на средњој надморској висини од 99 метара (максималној 143 m, а минималној 65 m).

## Демографија
| 1962. | 1968. | 1975. | 1982. | 1990. | 1999. | 2011. |
| ----- | ----- | ----- | ----- | ----- | ----- | ----- |
| 270   | 310   | 353   | 422   | 544   | 482   | 536   |

График промене броја становника у току последњих година